# Downingia bella
Downingia bella är en klockväxtart som beskrevs av Robert Francis Hoover. Downingia bella ingår i släktet Downingia och familjen klockväxter. Inga underarter finns listade i Catalogue of Life.

## Bildgalleri

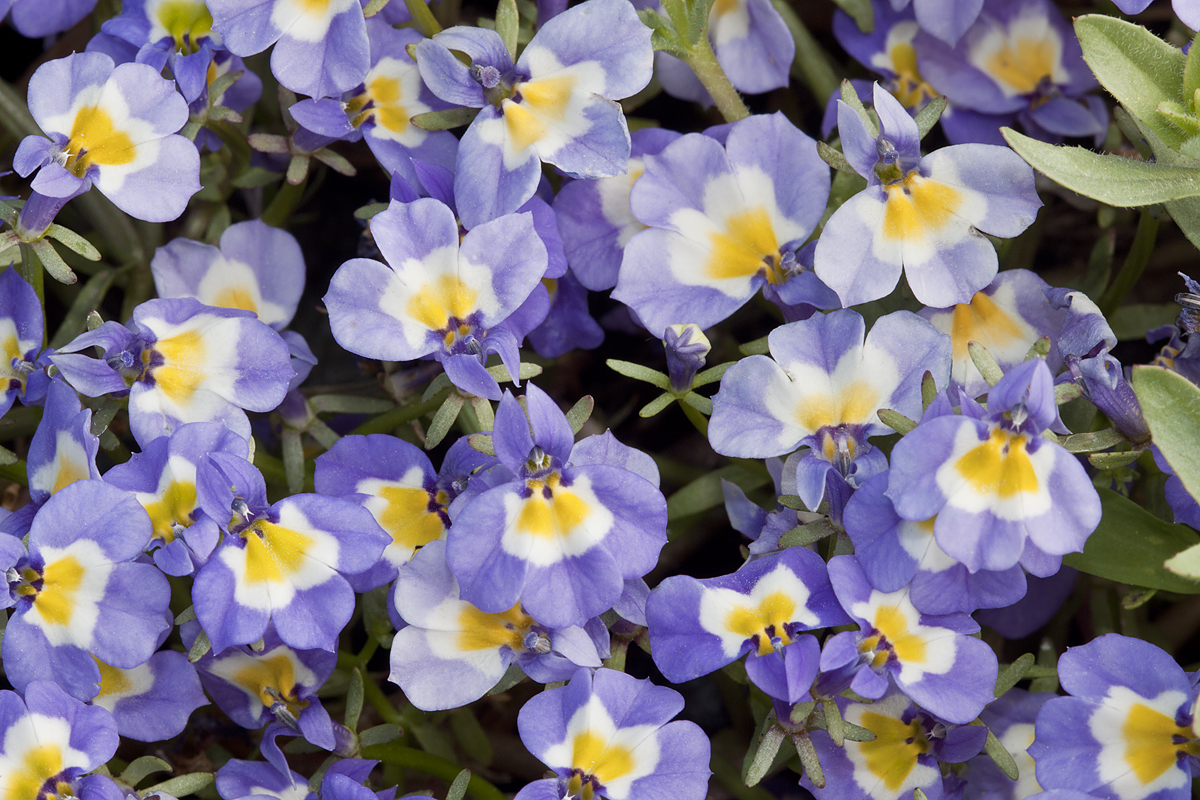
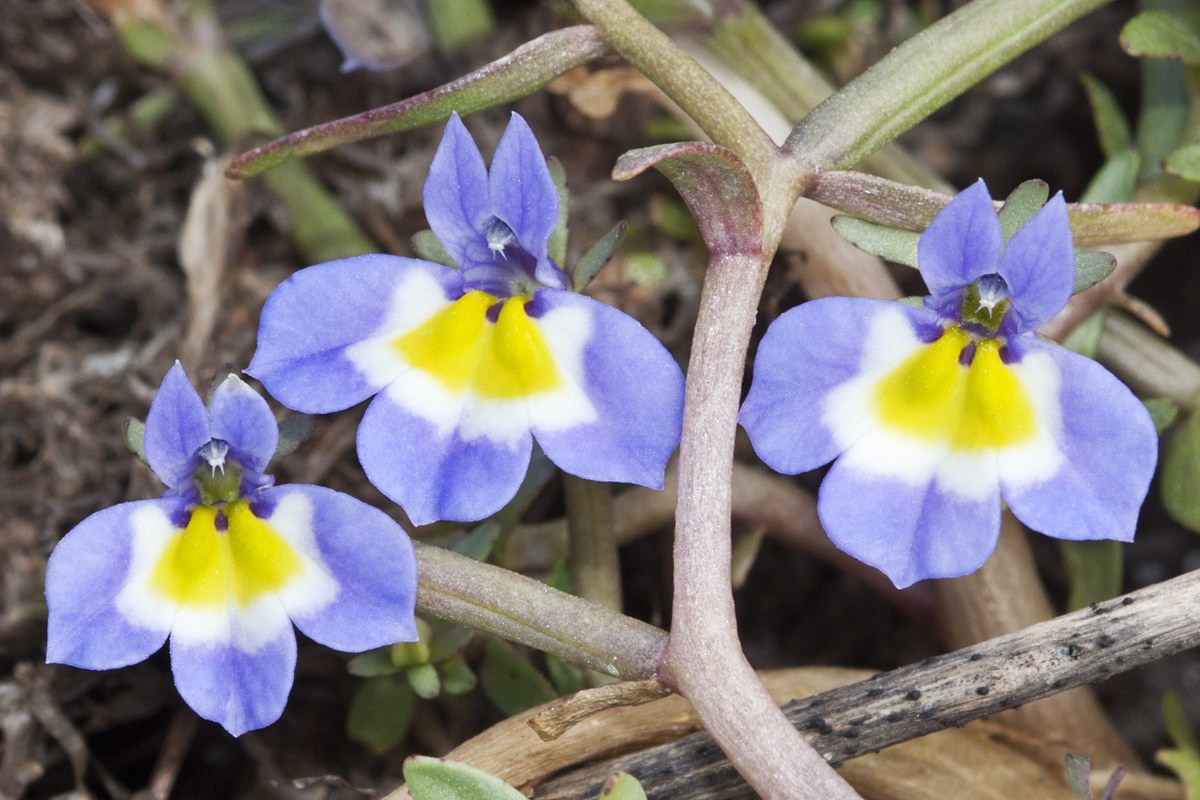
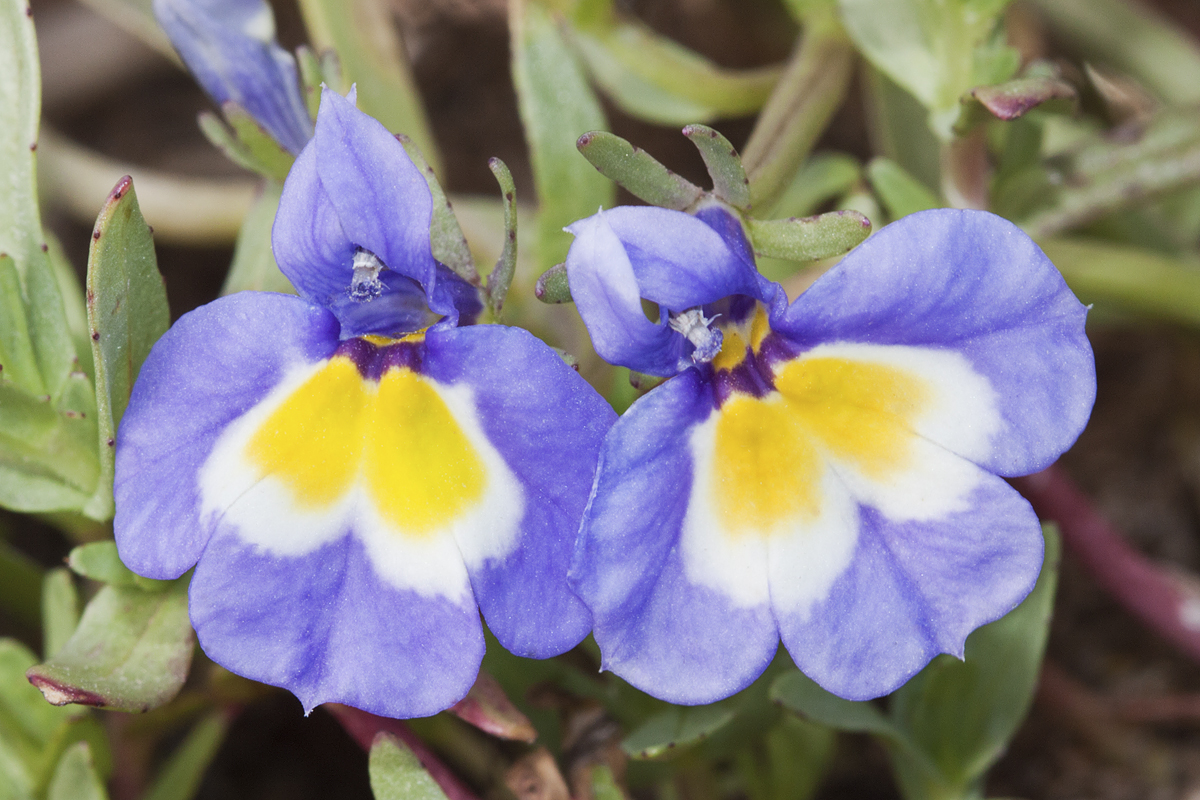
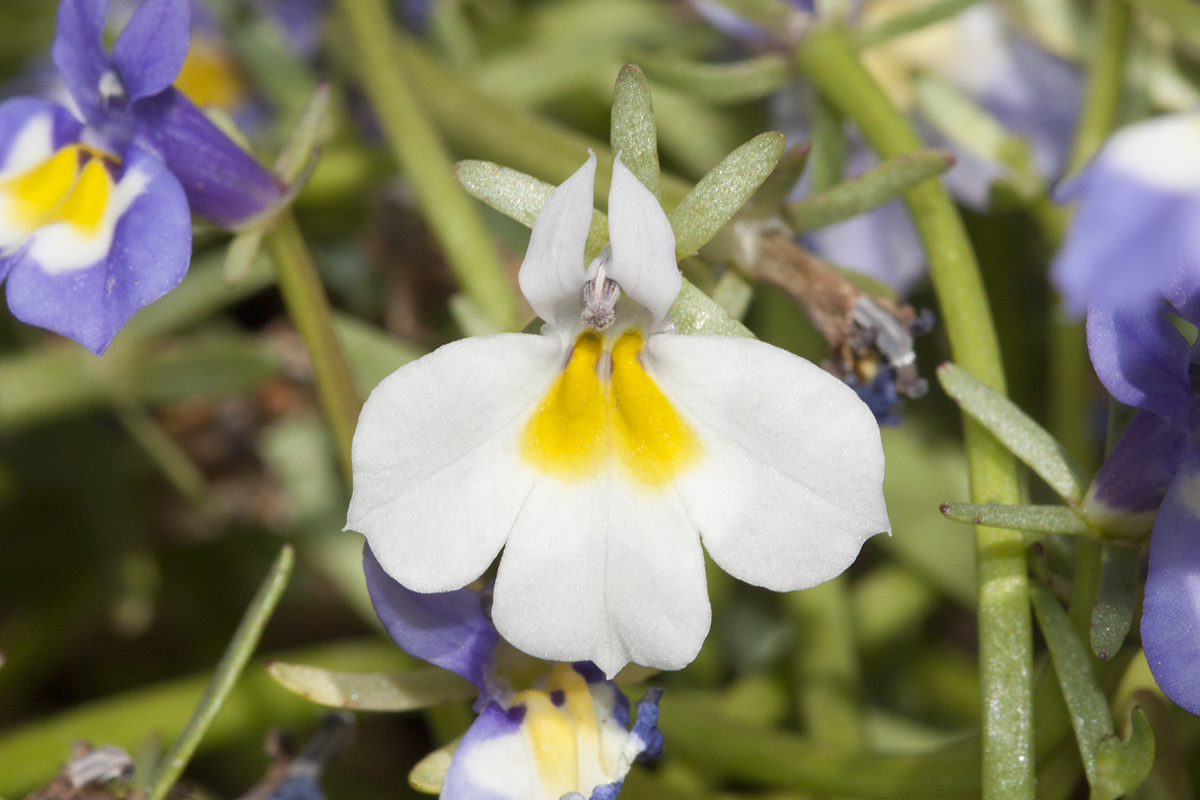